# Marcela Moldovan-Zsak
Marcela Moldovan-Zsak (Satu Mare, 3 giugno 1956) è un'ex schermitrice rumena, specialista del fioretto, vincitrice di una medaglia d'argento nella scherma ai Giochi olimpici.